# Joan Miquel Touron
Joan Miquel Touron (Perpinyà, Conflent, 1959) és un llibreter i activista cultural nord-català. El seu pare era originari de Vinçà (Conflent), la seva mare de Cotlliure, i el seu avi era pastor a Rigardà.

## Biografia
De petit es va traslladar un temps amb la seva família a Sevran i després s'establiren a Vinçà. Estudià al Liceu de Prada i el 1976 es va adherir a l'Esquerra Catalana dels Treballadors i participà en la Universitat Catalana d'Estiu. Milità en el Grup Cultural de la Joventut Catalana. Influïts per Òmnium Cultural, el 1982 amb altres voluntaris va recórrer tots els pobles de Catalunya del Nord venent llibres en català. Des del 1986 i durant molts anys fou el llogater i responsable de la Llibreria Catalana de Perpinyà, amb la qual participà en l'exposició Expolangues de París.
El 1999 va rebre el Premi d'Actuació Cívica de la Fundació Lluís Carulla. El 2006 va rebre un homenatge d'Unitat Catalana.
És també un especialista de la pesca amb mosca, sobre la qual ha escrit el llibre La Belle Histoire de la Pêche à la Mouche i diversos articles d'erudició. El 2011 es va jubilar i deixà a càrrec de la llibreria Joana Serra, de Ràdio Arrels.